# I lige linie
I lige linie er en dansk kortfilm fra 1984 instrueret af Linda Wendel efter eget manuskript.

## Handling
Linda Wendels krasse filmskoleafgangsfilm om en pige, der går til hånde i sin tyranniske fars snuskede pornobiograf.

## Medvirkende
- Jens Okking
- Lene Tiemroth
- Stine Bierlich